# Laterallus
Laterallus là một chi chim trong họ Rallidae.

## Các loài
- Laterallus viridis
- Laterallus fasciatus
- Laterallus melanophaius
- Laterallus levraudi
- Laterallus ruber
- Laterallus albigularis
- Laterallus exilis
- Laterallus jamaicensis
- Laterallus spilonota
- Laterallus leucopyrrhus
- Laterallus xenopterus